# 上海大场机场
上海大场机场位于上海市北部宝山区大场镇，周围有长11000米的护场河。为1938年侵华日军圈地所建，当时占地4136亩。抗战胜利后，由中华民国空军接管。中华人民共和国成立后由中国人民解放军接管，1953年3月起由中国人民解放军海军航空兵部队管理。1949年前跑道长2012米，1949年后又有扩展。为军队服役机场，不向公众开放。1978年进一步改造成为试飞机场。

## 上海飞机制造厂與中國商飛駐地
上海飞机制造厂在机场内曾设有厂房，在这里生产过运十，MD-80，MD-82，MD-90喷气客机。而在2007年4月完成廠房改建後，此機場亦成為ARJ21的生产線，直至2021年為止。
中国自己研制的首架喷气式客机运十於項目終止後曾長期停放于场内的草坪，至近年略經修葺後移送至商飛浦東工廠作靜態展品。
2019年3月26日，上海市政府與江蘇省政府簽定協議，決定將大場機場遷往位於江蘇南通的新建機場。但是，新機場選址直至2020年9月才獲民航局批覆，並於翌年年初正式劃定機場保護區域。隨著最後一架在此機場組裝的ARJ21在2021年1月20日下線，大場機場內的中國商飛廠房正式關閉，機場搬遷工作正式開始。